# Come Together (canción de Now United)
«Come Together» es una canción del grupo pop global Now United, lanzada el 7 de marzo de 2020. La canción se puso a disposición en plataformas digitales el 13 de marzo de 2020, en asociación con la marca de automóviles Jeep. Cuenta con las voces de Sabina, Heyoon, Any, Shivani, Bailey, Josh y Noah.

## Videoclip
El video musical fue grabado en Coyote Dry Lake, California, y lanzado el 7 de marzo de 2020. Este fue el primer video musical del grupo que presenta a la miembro Savannah Clarke, miembro número 15. La canción es parte del Proyecto Protagonismo, siendo la primera canción lanzada oficialmente por el grupo, en la voz de Shivani.

### Evento
El grupo realizó una fiesta de lanzamiento en São Paulo, el 9 de marzo de 2020, para celebrar el video de la pista Come Together. El acto contó con la presencia de aficionados y varios invitados como Modelo Vera Viel, quien estuvo acompañada por su cuñado Danilo Faro, hermano de Rodrigo Faro; La musa, por cierto, se divirtió con sus hijas Clara, María y Helena, fans del grupo. El evento también reunió a influencers digitales como Nah Cardoso, Erick Mafra, Gustavo Rocha, Klebio Damas, Luara Fonseca, Mharessa Fernanda, Bibi Tatto, entre otros.

### Throwback Video
El 23 de julio de 2020, el canal de YouTube del grupo publicó un video retroceso de «Come Together», el video que presentó a Savannah Clarke a la audiencia del grupo. Al final del video, anunciaron que los miembros de Now United estarán juntos incluso antes de lo imaginado. Lo que queda en el aire es cuándo sucederá, ya que la pandemia no había terminado y cómo lo harían.

## Performance
La canción tuvo su video de práctica de baile lanzado el 9 de marzo de 2020, siendo enseñado por Josh. La canción se interpretó en varios programas brasileños, a saber: Caldeirão do Huck y Domingo Show.

## Come Together Tour
Las fechas oficiales de los conciertos de Now United solo se darían a conocer el 18 de marzo, sin embargo, el grupo vino a Brasil para hacer una revelación de lo que está por venir. Any Gabrielly reveló algunos detalles sobre la próxima gira en Instagram en vivo; Según el adolescente, el grupo pasaría por varios estados brasileños, incluidas ciudades del noreste de Brasil. El Come Together Tour fue anunciado aquí en Brasil, durante la participación de Now United en el programa Caldeirão do Huck.

### Cancelación
Now United había dicho, en la grabación de «Caldeirão do Huck» a principios de este mes, que las fechas de la nueva gira se darían a conocer el día 18. Pero no sucedió nada en el día esperado y los fanáticos estaban confundidos, preguntándose si la gira se habría pospuesto o cancelado. La integrante Any Gabrielly admitió que no sabía lo que había sucedido y prometió exigir un comunicado a la producción el 19 de marzo; Funcionó.

## Divulgación
El 29 de enero de 2020, en una toma diaria de «The Now United Show», se reveló que los miembros estaban en el estudio y grabaron la canción, junto con muchas otras. El 5 de febrero, el grupo anunció que comenzaron a ensayar la coreografía de esa canción y que grabarían el video musical en unos días. El 18 de febrero, los miembros comenzaron a grabar el video musical de la canción. El 4 de marzo de 2020 se anunció el lanzamiento de «Come Together», tres días antes de su debut.

## Recepción
Antes del lanzamiento de «Feel It Now», «Come Together» fue el video musical más visto en las primeras 24 horas, con 1.8 millones de visitas, pero «Feel It Now» logró superarlo con 1.9 millones de visitas.

## Premios y nominaciones
| Year | Award                      | Category            | Result    | Ref.   |
| ---- | -------------------------- | ------------------- | --------- | ------ |
| 2020 | Prêmio Jovem Brasileiro    | Clip grandilocuente | Nominado  | [ 30 ] |
| 2020 | Meus Prêmios Nick          | Hit Internacional   | Ganador   | [ 31 ] |
| 2020 | Kids' Choice Awards México | Hit Mundial         | Nominado  | [ 32 ] |
| 2020 | Capricho Awards            | Hit internacional   | Pendiente | [ 33 ] |

## Historial de lanzamiento
| País  | Fecha               | Formato                    | Sello    | Ref.   |
| ----- | ------------------- | -------------------------- | -------- | ------ |
| Mundo | 13 de marzo de 2020 | Descarga digital streaming | XIX AWAL | [ 34 ] |

## Créditos
- Vocalistas: Now United
- Producción musical: Gingerbread, Emile Ghantous para FUSION Music, Kai Smith e Keith Hetrick
- Letra: Emile Ghantous (ASCAP), Keith Hetrick (IMC), Sidnie Tipton (SESAC), Meron Mengist (IMC), Kai Smith, Fritz Michallik
- Coreografía: Willdabeast Adams
- Dirección del videoclip: Alexis Gudino
- Permiso de grabación en la ubicación del clip: San Bernardino County Film Office